# Mason Peatling
Mason Peatling (Melbourne, 31 marzo 1997) è un cestista australiano.

## Palmarès
- Campionato australiano: 1

Melbourne United: 2020-21